# Criminal (serie de televisión argentina)
Criminal  fue una serie de televisión Argentina que fue emitida por el Canal 9 en 2005 y producida por Ideas del Sur. Protagonizada por Diego Peretti e Inés Estévez.

## Sinopsis
La serie cuenta la historia de Alejandro Ruíz (Diego Peretti), un remisero que ante una tragedia familiar decide tomar justicia por mano propia, siendo perseguido por Marcela Linares (Inés Estévez), una implacable fiscal.

## Elenco

### Protagonistas
- Diego Peretti - Alejandro Ruiz
- Inés Estévez - Fiscal Marcela Linares

### Secundarios
- Walter Quiroz - Fernando Di Pietro
- Tina Serrano - Zulema de Ruiz
- Valentina Bassi - Ana Ruiz
- Sandra Mihanovich - Carmen
- Roly Serrano - Walter
- Martín Slipak - Agustín "Tino" Ruiz
- Cristina Banegas - Victoria Madre de Marcela Linares
- Milton de la Canal - Tomás Hijo de Marcela Linares
- Luis Machín -  Rodrigo Roca
- Mimi Ardu - Sandra
- Abel Ayala - Marcos Juárez
- Paula Robles - Lili

### Participaciones especiales
- Ulises Dumont (†) - Luis Ruiz
- Erasmo Olivera - Cordero
- Luis Margani - Víctima
- Mario Alarcón - Mecánico
- Nacho Gadano - Alan Exesposo de Marcela Linares
- Luciano Cáceres - Profesor Pedro
- Rubén Noceda - Nóval
- Chang Sung Kim - Huan
- Luis Ziembrowski - Periodista Santibañez
- Ariel Staltari - Paez
- Fernando Caride - Concejal Pécora
- Alejandra Flechner - Clara Levingston
- Esteban Meloni - David
- Carlos Roffé (†) - Juez

## Adaptaciones
- En Colombia, se estrenó su versión con el mismo nombre de esta serie original. Protagonizada por los actores colombianos Robinson Díaz y Tania Fálquez.